# 1432
1432 (MCDXXXII) a fost un an bisect al calendarului iulian, care a început într-o zi de marți.

## Evenimente
- Conciliul de la Florența. A fost convocat de papa Martin al V-lea. Conciliul a avut ca subiecte, între altele, adoptarea unei reforme a Bisericii.

## Nașteri
- 30 martie: Mahomed (Mehmet) II Cuceritorul, unul dintre cei mai puternici sultani din Imperiul Otoman (d. 1481)

## Decese
- 1 ianuarie: Alexandru cel Bun domn al Moldovei (n. 1375)
- 1 iunie: Dan al II-lea  (n. ?)
- dată necunoscută: Devlet Berdi  (n. ?)